# 贝洛克圣克拉芒
贝洛克圣克拉芒（法語：Belloc-Saint-Clamens）是法国热尔省的一个市镇，属于米朗德区（Mirande）米朗德县（Mirande）。该市镇总面积10.49平方公里，2009年时的人口为141人。

## 人口
贝洛克圣克拉芒人口变化图示